# Macrocheilus impictus
Macrocheilus impictus – gatunek chrząszcza z rodziny biegaczowatych i podrodziny Anthiinae.

## Taksonomia
Gatunek ten opisany został w 1823 roku przez Christiana R. W. Wiedemanna jako Helluo impictus. Louis Reiche uczynił go w 1842 roku gatunkiem typowym rodzaju Acanthogenius, który później stał się synonimem rodzaju Macrocheilus.

## Opis
Ciało długości od 14 do 15 mm, w całości czarne. Szczecinki labrum na jego krawędzi i w jej pobliżu. Środkowy ząbek bródki, jak i jej płaty boczne, wydłużony i ostry u wierzchołka. Na bródce wiele szczecinek. Ostatni człon głaszczków szczękowych rozszerzony ku wierzchołkowi i skośnie ścięty. Męskie narządy rozrodcze ze środkowym płatkiem edeagusa rozszerzonym pośrodku części grzbietowej i falistym w części brzusznej. Ich blaszka apikalna wydłużona i zaokrąglona na wierzchołku. Żeńskie narządy rozrodcze z wąskimi, ostro zakończonymi gonokoksytami opatrzonymi pięcioma szczecinkami na powierzchni grzbietowej.
Gatunek ten, podobnie jak M. bicolor wyróżnia się w rodzaju brakiem plamek na pokrywach..

## Rozprzestrzenienie
Gatunek orientalny. Znany z indyjskich stanów Karnataka i Tamilnadu oraz indonezyjskiej wyspy Jawa.